# Карбонат ртути(I)
Карбонат ртути(I) — неорганическое соединение, 
соль металла ртути и угольной кислоты с формулой Hg2CO3,
желтоватые кристаллы,
не растворяется в воде, ядовит.

## Получение
- Действие карбонатов щелочных металлов на нитрат ртути(I):

{\displaystyle {\mathsf {Hg_{2}(NO_{3})_{2}+Na_{2}CO_{3}\ {\xrightarrow {0^{o}C}}\ Hg_{2}CO_{3}\downarrow +2NaNO_{3}}}}

## Физические свойства
Карбонат ртути(I) образует желтоватые кристаллы.
Не растворяется в холодной воде, гидролизуется в горячей. Чувствителен к действию света.

## Химические свойства
- Разлагается при нагревании:

{\displaystyle {\mathsf {Hg_{2}CO_{3}\ {\xrightarrow {130^{o}C}}\ HgO+Hg+CO_{2}\uparrow }}}

## Токсичность
Карбонат ртути, как и все соединения ртути, очень токсичен.